# Обнажённая Мона Лиза
«Обнажённая Мона Лиза», «Обнажённая Джоконда» (фр. La Joconde Nue; итал. Mona Vanna, Donna Nuda — тщеславная госпожа, обнажённая донна) — ряд произведений изобразительного искусства, созданных в подражание знаменитой картине Леонардо да Винчи «Мона Лиза» с тем различием, что прекрасная модель изображена без одежды.

## Происхождение названия
Существует рисунок неизвестного художника, условно называемый «Обнажённая Мона Лиза», или «Мона Ванна», сделанный углём с белилами, на листе бумаги двойной склейки размером 72 × 54 см. Датируется 1513—1516 годами. Иногда его называют «двойным обнажённым» или «эротическим двойником» Моны Лизы. Он хранится в Музее Конде, в замке в замке Шантийи (Франция).

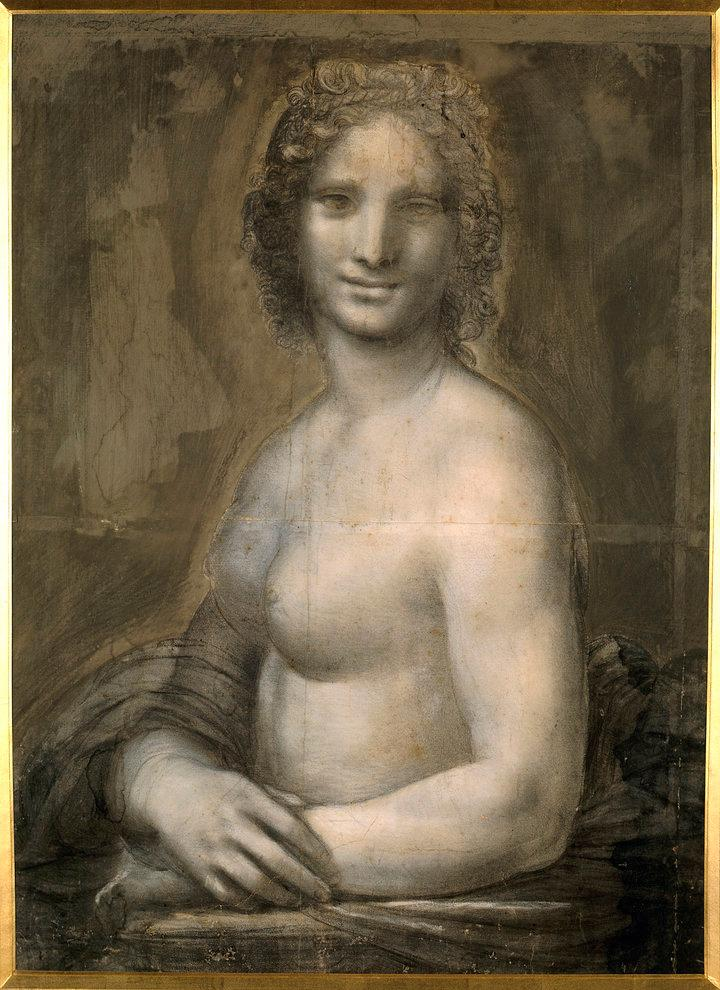
Обнажённая Джоконда. 1513—1516. Бумага, уголь, белила. Музей Конде, Шантийи

Предположительно рисунок изображает «некую флорентийскую даму» и сделан по велению покойного «Лоренцо Великолепного» Медичи, возможно связан с утраченным позднее живописным оригиналом самого Леонардо. Согласно другой версии, рисунок создан Салаи (Салаино), учеником Леонардо да Винчи. В описи вещей Салаи, составленной после его смерти и датированной 21 апреля 1525 года, упоминается изображение полуобнажённой Моны Лизы. Однако произведения мастера, находящиеся во владении его ученика, как известно, были приобретены французским королём Франциском I ещё в 1518 году, когда Миланское герцогство находилось во владении Франции. Более того, неизвестен точный список произведений, купленных королем, и ни в одном последующем королевском инвентаре не упоминается обнажённая Мона Лиза. Присутствие рисунка предполагалось по работам, которые могли быть вдохновлены им, например, женским портретом работы Йоса ван Клеве или «Дамой в ванне» Франсуа Клуэ.

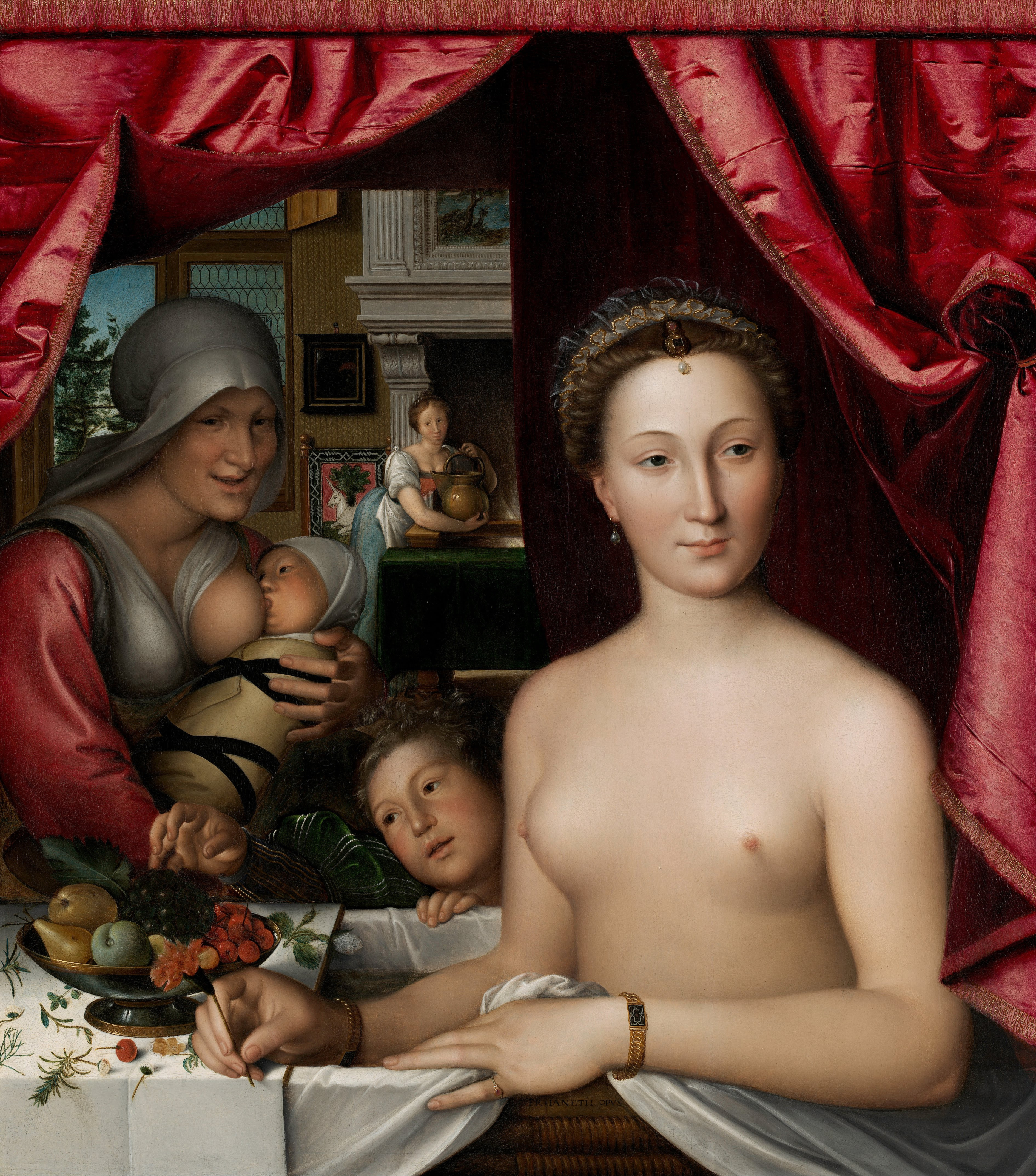
Ф. Клуэ. Дама в ванне. Ок. 1571. Дерево, масло. Национальная галерея искусства, Вашингтон

## Проблемы атрибуции
Рисунок, хранящийся во французском музее Конде, некоторые учёные предполагают принадлежащим руке самого Леонардо. Эта версия была опубликована в 2017 году; до этого работа, хранившаяся в замке полтора столетия, атрибутировалась ученикам мастера. Однако экспертиза показала, что некоторые фрагменты рисунка (штрихи вокруг лица) однозначно выполнены правшой, тогда как Леонардо обычно работал левой рукой.
Рисунок имеет почти тот же размер, что и оригинальная картина, а проколы на бумаге могут свидетельствовать о том, что рисунок служил «калькой» для перевода контура «припорохом» на основу для живописного произведения, как это часто делали в то время. Французские эксперты продолжают работать над установлением авторства; предполагается, что рисунок может принадлежать Салаи или Мельци.
Существует версия, что помимо общеизвестной «Моны Лизы» художник написал и ныне утраченную обнажённую версию, и именно этим фактом вызвано такое большое число подобных изображений, как последовавших подражаний. Сохранилось, по крайней мере, шесть картин, которые в стилевом отношении близки творчеству Леонардо да Винчи, и все они приписываются «школе да Винчи», или так называемым леонардескам.
Некоторые из них являются близкими репликами предполагаемого оригинала, за исключением одежды, другие значительно варьируют всё, кроме позы и попыток воспроизвести знаменитую улыбку модели. Сохранилось около двадцати подобных картин.
Однако очевидно, что несмотря на множество попыток повторять произведения Леонардо да Винчи, все реплики и оригиналы самого Леонардо, даже по обыкновению завершённые его учениками, «разделяет пропасть». В 1998—1999 годах в Санкт-Петербургском Эрмитаже проходила выставка «Произведения школы Леонардо да Винчи в собрании Эрмитажа». Она наглядно продемонстрировала болезненный разрыв (отражающий содержание эпохи) между творчеством одного из зачинателей эпохи Возрождения в Италии и слабостью его учеников.
Одна из картин выставки «La Donna Nuda» (ранее находившаяся в запасниках музея) кажется пародией на Джоконду и на творчество Леонардо в целом. Несмотря на типично леонардовский «лунный пейзаж» дальнего плана, очевидны огрехи в рисунке: «плохо посаженная» голова, деформированный плечевой пояс и грубые, слишком крупные кисти рук. Улыбку «Обнажённой Донны», пародирующей леонардовскую Джоконду, русский художник и историк искусства А. Н. Бенуа в своём путеводителе по Картинной галерее Эрмитажа 1910 года назвал «зловещей». Аналогичным образом Бенуа отмечал в другой картине («Коломбина») «красивого и знатного дилетанта Мельци» типично «ломбардскую парафразу формул Винчи. Всё в этой приятной картине жёстко, методично и наивно. Нигде не чувствуется „полёта“. Светотень Леонардо лишена вибрации, выдержана с умением и расчётом, но без того проникновения в тайны красоты, которое свойственно лишь гению. Грация позы — испорчена застылостью, прелесть улыбки — не скрывает ничего загадочного».

## Галерея

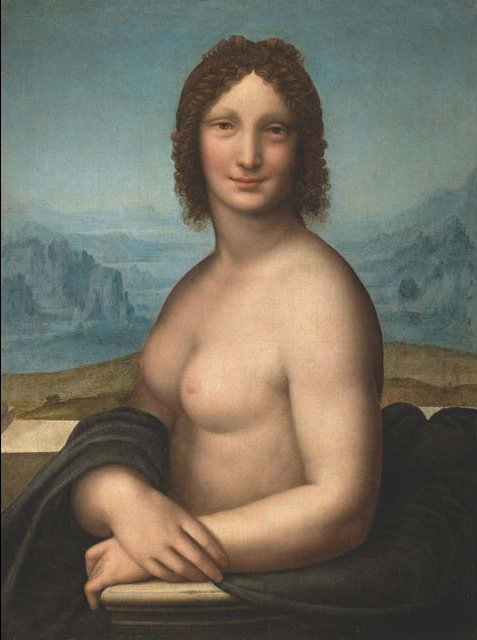
Салаи. Мона Ванна. Лувр, Париж
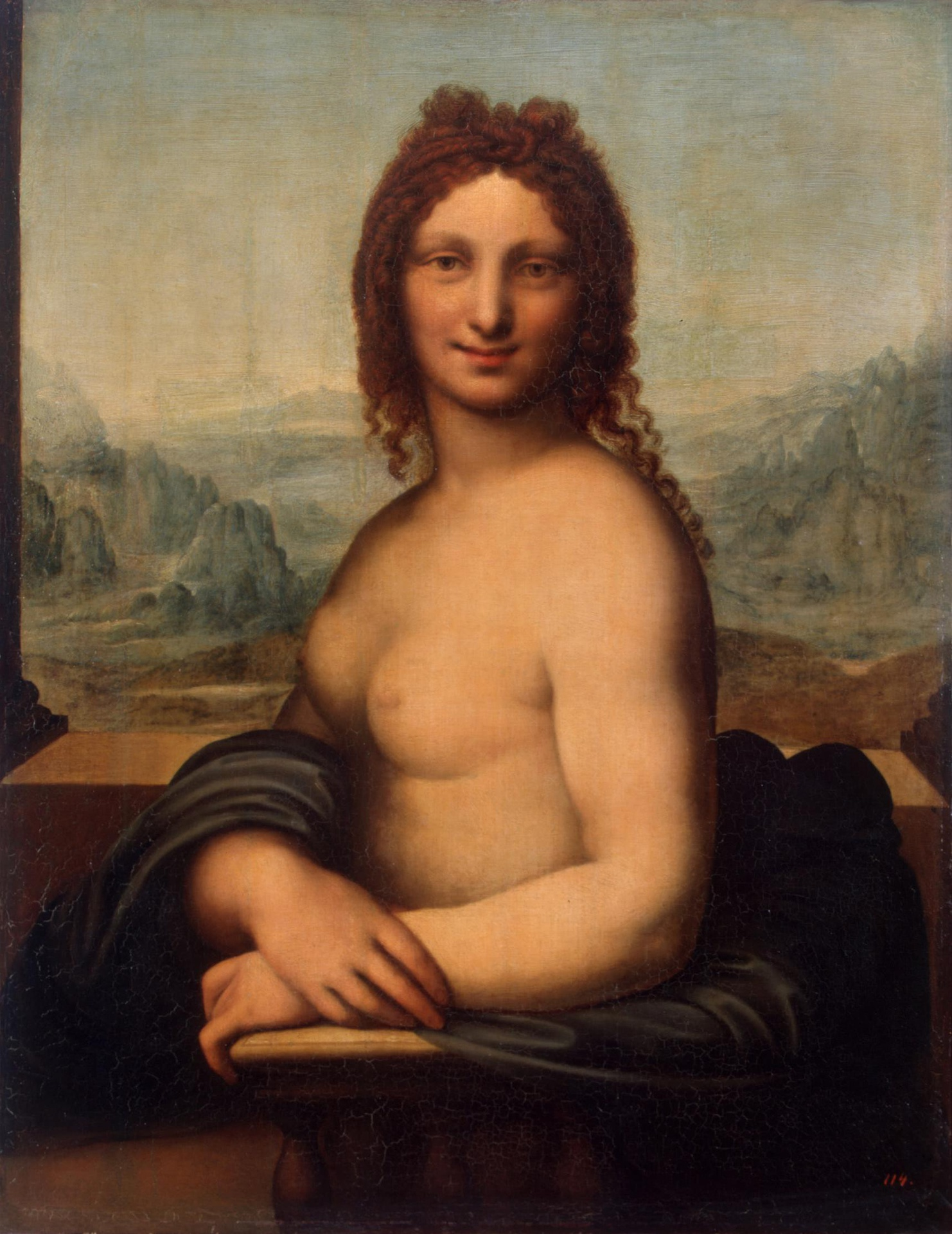
La Donna Nuda. Холст, масло. Государственный Эрмитаж, Санкт-Петербург
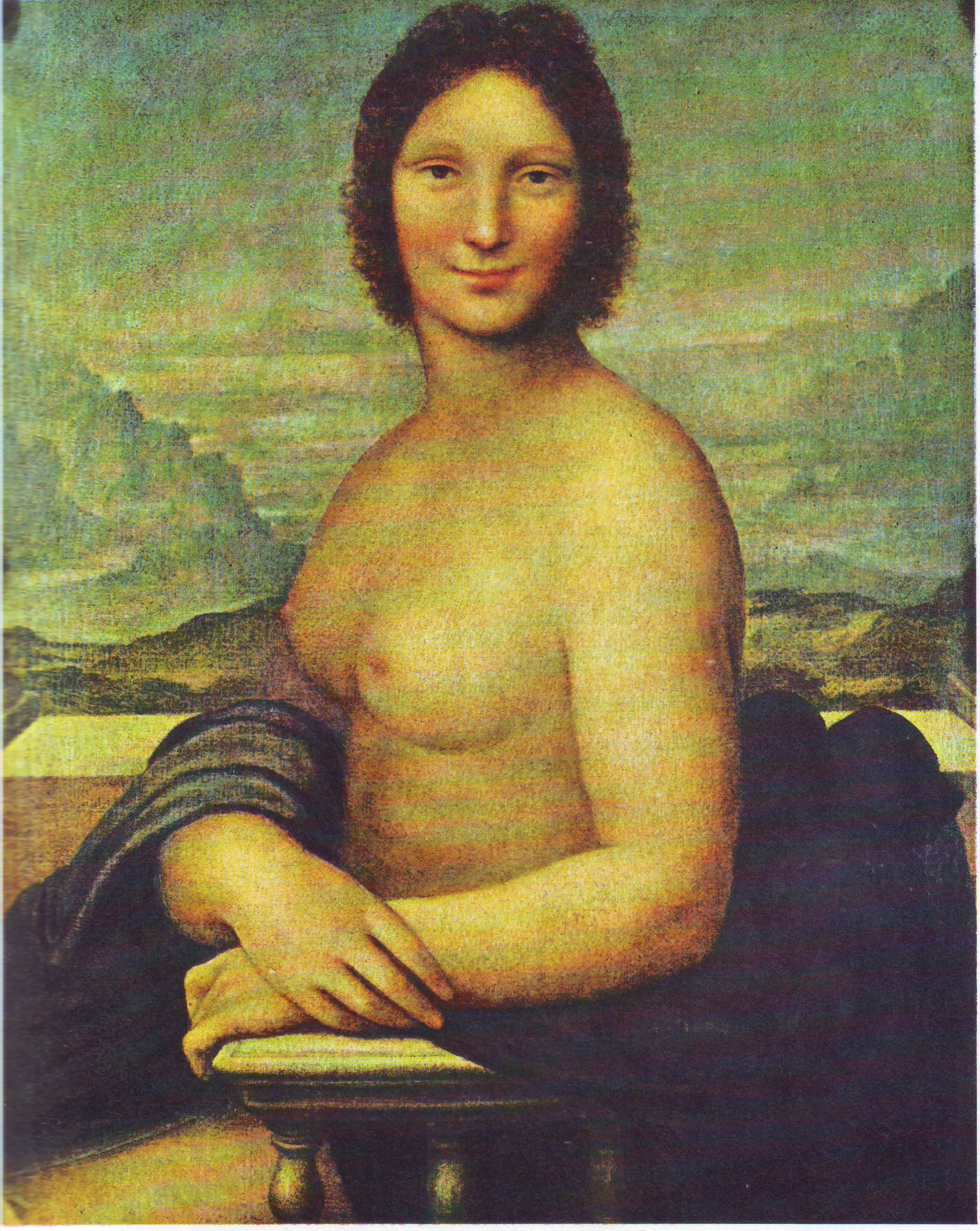
Прекрасная Габриэль. Коллекция графа Спенсера, Норхемптон, Англия
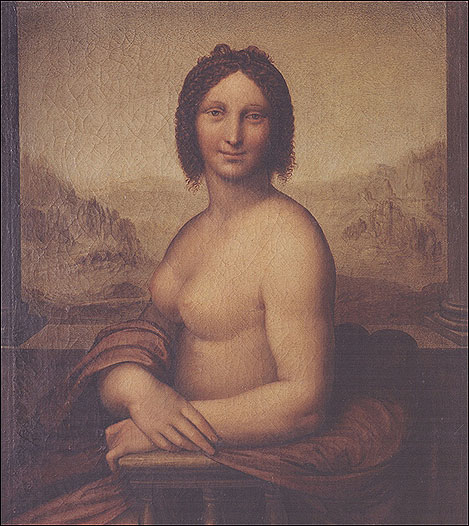
Джоконда Нуда. Частное собрание, Италия
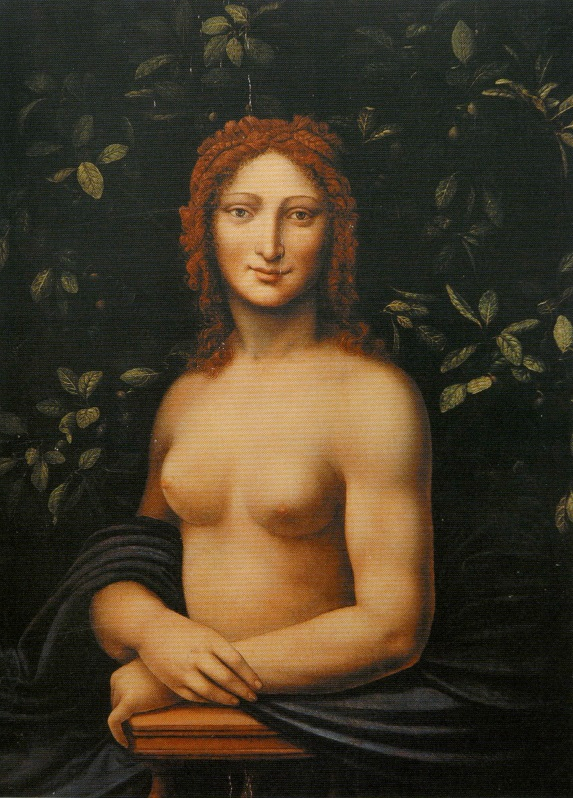
Салаи (?). Мона Ванна. Лувр, Париж
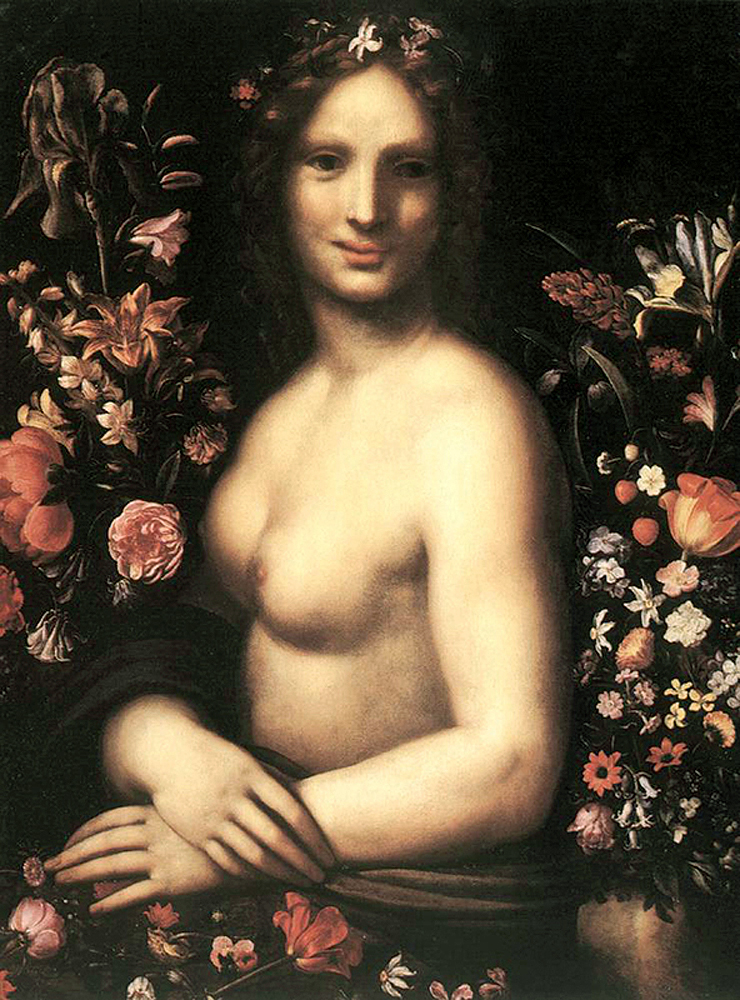
К. А. Прокаччини. Флора. Ок. 1600. Холст, масло. Бергамо
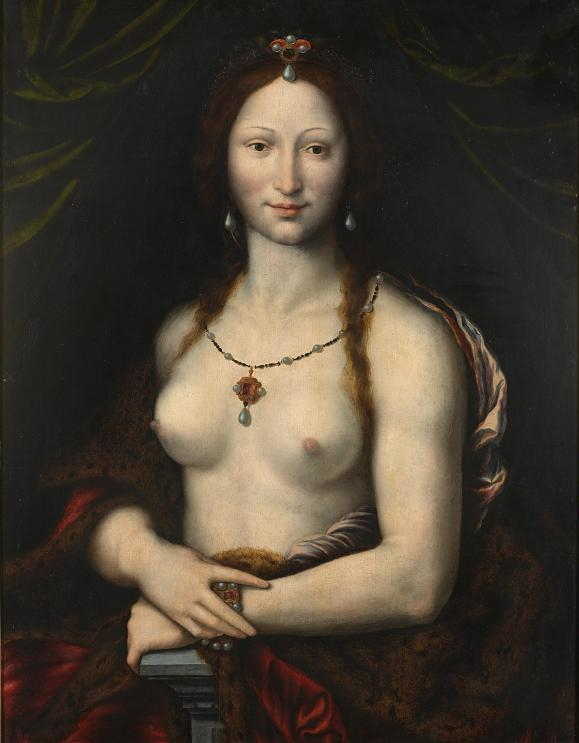
Йос ван Клеве. Мона Ванна Нуда. Дерево, масло. Национальная галерея, Прага

## Выставки
- Joconde. Da Monna Lisa alla Gioconda nuda. Г. Винчи, 2009 год

## В литературе
- Боб Шоу, рассказ «Шутка Джоконды»: в недалёком будущем удаётся разрешить загадку появления многочисленных «Обнажённых Джоконд».